# Онкологический центр (Ашхабад)
Онкологи́ческий це́нтр (Onkologiýa merkezi) — ашхабадское клиническое лечебно-профилактическое учреждение, где осуществляются помощь больным доброкачественными и злокачественными новообразованиями. Создан в 2009 году.

## История здания
Здание современного онкоцентра было построено в 2009 году. Объект возвела турецкая компания Polimeks за $45 млн.
В 12-этажном здании количество многопрофильных составляет 150 коек.
На первых двух этажах разместились научно-поликлиническое, радиодиагностическое, радиотерапевтическое отделения, а также отделения эндоскопии, биопсии, химиотерапии, изотопов, анализа, прогнозирования, интенсивной терапии, реанимации и операционное отделение.
На 3-4 этажах расположились медицинский и научный архив клиники, научная библиотека, лаборатория, аптека и отделение банка крови.
С 5 по 11 этаж расположатся стационар и отделения детской, торакальной, общей и гинекологической онкологии, онкологии опухолей головы и шеи, гематологии, химиотерапии и лучевой терапии.